# 科里亚克区

科里亚克区旗

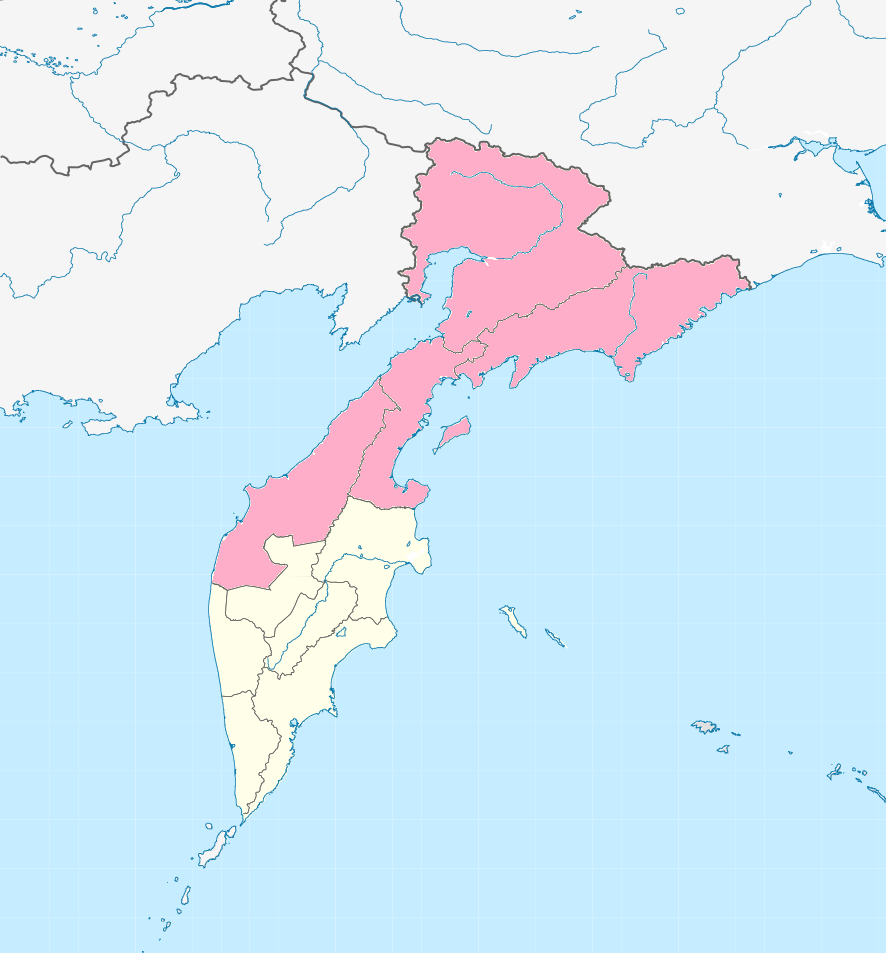
科里亚克区在堪察加邊疆區的位置

科里亚克区（羅馬化：Koryaksky okrug）是俄罗斯堪察加边疆区管辖的一个区（Okrug）。首府帕拉納。根據2010年數據，當地人口為18,759人。
原為科里亚克自治区，2007年7月1日，该自治区與堪察加州合併，被降格為堪察加邊疆區下屬的科里亚克区。

## 行政區劃
科里亚克区被分成4个区：
- 卡拉加区
- 奧柳托爾斯基區
- 品任納區
- 季吉爾區